# Hamada Ould Mohamed Kheirou
Hamada Ould Mohamed Kheirou, alias Abou Ghoum-Ghoum, né vers 1970 à Ouad Naga, est un commandant djihadiste mauritanien, il est le fondateur et le chef du Mouvement pour l'unicité et le jihad en Afrique de l'Ouest (MUJAO).

## Biographie
Hamada Ould Mohamed Kheirou naît à Ouad Naga, à 50 kilomètres à l'ouest de Nouakchott ; il est issu de la tribu maraboutique des Tegounanett.
Il est arrêté à Nouakchott en 2005 pour avoir provoqué des violences dans une mosquée qui, selon lui, ne s'inscrivait pas dans un islam « véritable ». Il s'évade quelques mois plus tard déguisé en femme.
Il est de nouveau arrêté le 3 septembre 2008 à Kita, au Mali, mais est libéré avec Idris Ould Mohamed Lemine,, en échange d'otages retenus par Al-Qaïda au Maghreb islamique (AQMI). Selon Serge Daniel, il est relâché le 23 avril 2009, à la demande du Canada, pour favoriser la libération des diplomates canadiens Robert Fowler et Louis Gay. Pour Jeune Afrique, il est relâché en 2010 en échange de l'otage français Pierre Camatte.
Il rejoint AQMI en 2009, ravitaille la katiba de Mokhtar Belmokhtar dans le nord du Mali et se spécialise dans la fabrication d'explosifs,. Il critique cependant le commandement d'Abdelmalek Droukdel et reproche au commandement d'AQMI une domination des chefs algériens et une répartition inéquitable de l’argent issu des prises d'otage et des trafics. Il fonde alors, fin 2011, le Mouvement pour l'unicité et le jihad en Afrique de l'Ouest (MUJAO) et entretient des liens avec Boko Haram.
Il commandite l'attentat-suicide de Tamanrasset du 3 mars 2012, lors duquel au moins 23 personnes sont blessées par un kamikaze,.
À partir de 2012, il prend part à la guerre du Mali.
Le 13 juillet 2014, sa tête est mise à prix par les États-Unis pour cinq millions de dollars,.
En 2014, Hamada Ould Mohamed Kheirou diffuse un communiqué de soutien à l'État islamique,. Il aurait vécu à Syrte, en Libye, lorsque la ville était contrôlée par l'État islamique. Son sort est depuis inconnu.